# Roccapiemonte
Roccapiemonte är en ort och kommun i provinsen Salerno i regionen Kampanien i Italien. Kommunen hade 8 987 invånare (2017).